# Municipio de Whetstone
El municipio de Whetstone (en inglés: Whetstone Township) es un municipio ubicado en el condado de Crawford en el estado estadounidense de Ohio. En el año 2010 tenía una población de 2080 habitantes y una densidad poblacional de 19,68 personas por km².

## Geografía
El municipio de Whetstone se encuentra ubicado en las coordenadas 40°46′3″N 82°54′48″O / 40.76750, -82.91333. Según la Oficina del Censo de los Estados Unidos, el municipio tiene una superficie total de 105.67 km², de la cual 105,52 km² corresponden a tierra firme y (0,14 %) 0,15 km² es agua.

## Demografía
Según el censo de 2010, había 2080 personas residiendo en el municipio de Whetstone. La densidad de población era de 19,68 hab./km². De los 2080 habitantes, el municipio de Whetstone estaba compuesto por el 98,51 % blancos, el 0,19 % eran afroamericanos, el 0,1 % eran amerindios, el 0,14 % eran asiáticos, el 0,29 % eran de otras razas y el 0,77 % eran de una mezcla de razas. Del total de la población el 0,72 % eran hispanos o latinos de cualquier raza.